# Batticuore (Fiorello)
Batticuore è un album di Fiorello pubblicato nel 1998, il quale è uscito in due distinte versioni: una con la copertina rossa e una con la copertina bianca.
La differenza tra le due versioni consiste in un'unica traccia.

## Tracce versione bianca
1. Dimmi dimmi perché
2. Batticuore
3. Voglio dirti che
4. Stretto a te (If You go)
5. Ogni volta che (Everytime you go away)
6. Come nelle favole
7. Non ti lascerò (Never Gonna Give You Up)
8. Non possiamo
9. Un vecchio indiano
10. Fammi volare
11. Dimmelo tu chi sei (Baby I Love Your Way)
12. Vorrei che tu mi dicessi (I'm Not in Love)
13. Dimmi dimmi perché (ultra club mix)

## Tracce versione rossa
1. Vivere a colori
2. Dimmi dimmi perché
3. Batticuore
4. Voglio dirti che
5. Stretto a te (If you go)
6. Ogni volta che (Everytime you go away)
7. Come nelle favole
8. Non ti lascerò (Never gonna give you up)
9. Non possiamo
10. Un vecchio indiano
11. Fammi volare
12. Dimmelo tu chi sei (Baby I love your way)
13. Vorrei che tu mi dicessi (I'm not in love)